# Desideri de Viena
Desideri de Viena o d'Autun (ciutat d'Autun, Borgonya, ca. 550 - Priscianum Vicus, avui Saint-Didier-sur-Chalaronne, Ain, 608), en francès Didier fou un religiós burgundi, bisbe de Viena del Delfinat. Mort com a màrtir, és venerat com a sant per diverses confessions cristianes.

## Biografia
Va néixer a la ciutat d'Autun vers el 550, en una família de la noblesa de la ciutat, per la qual cosa rebé una bona educació; fou deixeble del futur sant Siagri d'Autun. Viena del Delfinat era llavors un important centre de cultura romana al regne dels burgundis, però cap al 534 la situació empitjorà i hi mancava personal eclesiàstic, fins al punt que no hi havia bisbes a Lió. Desideri es dedicà a ensenyar i formar laics i eclesiàstics per mantenir la cultura clàssica i cristiana.
En 590 fou nomenat arquebisbe de Viena. El papa Gregori el Gran, però, l'atacà perquè continuava ensenyant i no només gramàtica llatina sinó també la poetarum enarratio, on s'explicaven faules i mites pagans usats pels escriptors, la qual cosa contradeia la seva tasca pastoral per erradicar aquestes creences.
En 603 fou deposat per haver-se aliat amb el bisbe Aridi de Lió contra les autoritats civils. Morí lapidat al Priscianum Vicus, després Saint-Didier-sur-Chalaronne després d'haver estat conduït, sota escolta a la cort reial, a Chalon-sur-Saône o Autun. És, però, improbable que, com diu la tradició, fos mort per ordre de la reina Brunequilda, ja que aquesta sempre havia cercat el suport dels bisbes per mantenir la prevalença del dret imperial romà sobre els costums dels francs. Les cròniques posteriors, però, acusen la reina sense fonament. Segons elles, Desideri havia qüestionat que els seus fills fossin legítims.

## Veneració
Immediatament fou tingut per màrtir. El lloc on va morir, Priscianicum o Priscianum Vicus, canvià al segle x pel de Saint-Didier, en homenatge al sant. La seva tomba era en aquest lloc i sobre seu s'aixecà una capella, després parròquia. Sisebut (rei dels visigots) escrigué al segle VII una vida del sant; posteriorment, Adó de Viena n'escrigué una altra.